# Ханютино (Ярославская область)
Ханютино — деревня в Назаровской сельской администрации Назаровского сельского поселения Рыбинского района Ярославской области .
Деревня расположена примерно в 500 м от левого берега Волги, с северной, дальней от Волги стороны автомобильной дороги Рыбинск-Шашково, между деревнями Кушляево и Фалелеево. Между деревней Кушляево и Ханютино дорогу пересекает глубокий овраг, выходящий в берегу Волги, в котором течёт небольшой ручей .
Деревня Ханютина указана на плане Генерального межевания Рыбинского уезда 1792 года. 
На 1 января 2007 года в деревне Ханютино не числилось постоянных жителей . Деревня обслуживается почтовым отделением в Назарово .